# Камілло Гольджі
Камілло Гольджі (італ. Camillo Golgi; 7 липня 1843, Кортено — 21 січня 1926, Павія) — італійський гістолог, патолог, науковець, лауреат Нобелівської премії з фізіології або медицини 1906 року разом із Сантьяго Рамон-і-Кахалем «у знак визнання їхніх праць про структуру нервової системи».

## Біографія
Камілло Гольджі народився в селі Кортено (зараз Кортено-Гольджі) поряд з містом Брешіа. Його батько був лікарем, що й визначило подальшу долю майбутнього нобелівського лауреата.
Медичну освіту Гольджі отримав в університеті Павії. Серед його викладачів були такі видатні медики XIX століття, як Паоло Мантегазза і Джуліо Біззоцеро (сам Гольджі пізніше заявляв, що Біззоцеро дуже сильно вплинув на нього і його наукові дослідження). Після закінчення університету в 1865 р. Гольджі продовжив роботу в місцевому госпіталі святого Матвія. У цей час він в основному займався неврологією, в тому числі розладами психіки та вивченням мозку.
У 1872 р. Гольджі був запрошений на посаду головного лікаря в госпіталь хронічних хвороб у Абб'ятеграссо, і, як вважається, саме тут, на самоті, перетворивши маленьку кухню в лабораторію, він почав вивчення нервової системи людини.
Деякий час Гольджі обіймав посаду професора гістології в університеті Павії, потім короткий час перебував в Сієні, але знову повернувся в Павію, де в 1881 у отримав кафедру загальної патології, успадкувавши її від свого вчителя, Джуліо Біззоцеро. Гольджі надовго влаштувався в Павії і одружився з племінницею Біззоцеро, Ліною Алетто.
Ще під час роботи в госпіталі святого Матвія Гольджі виявляв інтерес до вивчення малярії. Йому вдалося визначити три окремі види малярійних паразитів і три відповідно три види самої малярії, які проявлялись різними формами гарячки. Після тривалого вивчення, в 1890 році Гольджі описав найхарактерніші фази розвитку малярійного плазмодія.
Гольджі був відомим викладачем, чия лабораторія була завжди відкрита охочим займатися наукою. Його учнем був Аделькі Негрі. Гольджі ніколи не займався практичною медициною, але очолював відділення загальної патології в госпіталі святого Матвія, де проходили практику молоді лікарі. Він також заснував і очолив Інститут серотерапії і вакцинації провінції Павія. Гольджі довгий час був ректором університету Павії і обирався сенатором Італійського королівства. У 1905 у він став іноземним членом-кореспондентом Російської академії наук. Був членом Геттінгенської академії наук.
До початку Першої світової війни Гольджі виповнилося 70 років, але він взяв на себе керівництво військовим госпіталем у Павії, на базі якого створив невропатологічній і механотерапевтичний центр для вивчення і лікування периферійної нервової системи та реабілітації поранених.
Але найбільшою роботою Гольджі став революційний метод фарбування окремих нервів і клітин, названий «чорною реакцією». У методі використовувався слабкий розчин нітрату срібла, за допомогою якого вдавалося простежити процес поділу клітини. Гольджі вважав свої заслуги більш ніж скромними, хоча насправді метод став справжнім відкриттям. Протягом усього життя він продовжував роботу над процесом, змінюючи й удосконалюючи технологію.
Вище визнання прийшло до Гольджі в 1906 р., коли він був нагороджений Нобелівською премією за вивчення нервової системи, розділивши її з Сантьяго Рамон-і-Кахалем. У музеї університету Павії є зал, присвячений Гольджі, де представлено понад вісім десятків дипломів, грамот та інших нагород, отриманих вченим.
У шлюбі з Ліною Алетті Гольджі не мав власних дітей, і подружжя удочерила племінницю Гольджі. 21 січня 1926 р. Гольджі помер у Павії, де прожив все життя.

## Об'єкти, названі на честь вченого
- Апарат Гольджі
- Сухожильний орган Гольджі[ru] [en] — один з типів клітин-рецепторів сухожиль
- Фарбування за методом Гольджі — техніка фарбування нервової тканини
- Клітина Гольджі в мозочку
- Нейрон Гольджі I типу — нервові клітини з довгим аксоном
- Нейрон Гольджі II типу — нервові клітини з коротким аксоном або без аксона